# Назарбаєва Сара Алписівна
Сара Алписівна Назарбаєва (каз. Сара Алпысқызы Назарбаева; до шлюбу Конакаєва; нар.. 12 лютого 1941, с. Кизилжар, Карагандинська область, Казахська РСР, СРСР) — перша леді Казахстану, благодійниця та письменниця.

## Біографія
Сара Назарбаєва народилася 12 лютого 1941 року в селі Кизил-Жар Карагандинської області. Походить з роду Куандик племені Аргин.
У 1962 році одружилася з Нурсултаном Назарбаєвим. Народила трьох доньок (Дарига, 1963 р. н., Динара, 1967 р. та Алія, 1980 р.), виховала трьох онуків (Нуралі, 1985 р. н., Алтай, 1990 р. та Айсултан, 1990 р.), п'ятьох онучок (Венера, 2000 р.н., Деніза, 2004 р.н., Аліша, 2010 р.н., Тіара, 2007 р. н., Алсара, 2011 р.н), а також правнучку (Лаура, 2003 р.н.) та правнука (Алан, 2005 р.н.).
З лютого 1992 р. Сара Назарбаєва — засновниця і президент республіканського дитячого благодійного фонду «Бобек».
З липня 1994 р. — президент фонду «SOS — дитячі села Казахстану» (Філія Австрійського фонду «Кіндердорф Інтернаціональ»).
З березня 1999 р. голова опікунської ради благодійного фонду «Демографія».
Сара Назарбаєва — авторка навчального проєкту з відродження морально-духовних цінностей «Самопізнання»: головна його мета — відродити загальнолюдські цінності, навчити дітей жити у гармонії із самим собою та з навколишнім світом.
Сара Назарбаєва увійшла до списку 16 жінок — дружин найбільш деспотичних лідерів світу за версією американського новинного порталу Business Insider.

## Книги
Сара Назарбаєва є авторкою ряду книг, присвячених здоровому способу життя:
- Педагогічні проблеми зміцнення та розвитку здоров'я учнів, їхнього морального виховання з використанням системи «Дитинко» Порфирія Корнійовича Іванова (1999)
- Здоров'я людини і система П. К. Іванова «Дитинко» (1999, у співавторстві);
- Шлях до себе. Вчення Порфирія Корнійовича Іванова як метод виховання здорової особистості (1999)
- Етика життя (2001)
- З любов'ю (2001)
- «Самопізнання» (2009). Підручник для нового однойменного навчального предмета в Казахстані[2].

## Нагороди
- Орден Дружби (Достик) I ступеня (грудень 2001 рік)[3][4][5];
- Золота медаль імені Чингіза Айтматова (листопад 2003 року) — за внесок у філософію самопізнання та культуру читання[6];
- Пам'ятна медаль Дитячого фонду ООН — ЮНІСЕФ (грудень 2007 року);
- Міжнародна премія Всесвітньої організації охорони здоров'я імені Іхсана Дограмачи[7];
- Золота медаль міжнародного фонду «SOS-Кіндердорф» (1999 рік) — за особливі заслуги у вирішенні питань дітей-сиріт;
- Міжнародна премія «Unity»;
- Премія «Курманджан Датка» — за плідну діяльність у галузі охорони здоров'я, благодійництва і духовного формування підростаючого покоління;
- Почесна працівниця освіти Республіки Казахстан;
- Лауреатка Міждержавної премії «Зірки Співдружності».
- Орден Слави і Честі (РПЦ, 2011)[8]
- Орден святої рівноапостольної княгині Ольги I ступеня (РПЦ, 2016)[9]
- Орден Барса ІІ ступеня (2017)